# Elie Hobeika
Elie Hobeika (in arabo إيلي حبيقة‎?, Īliya Ḥobeyqa; Kleiat, 22 settembre 1956 – Beirut, 24 gennaio 2002) è stato un politico libanese, comandante delle milizie cristiano-maronite denominate Forze Libanesi nel corso della guerra civile libanese.
Durante la guerra civile libanese, nel 1982, guidò le sue milizie all'efferato massacro di civili palestinesi nei campi profughi di Sabra e Shatila a Beirut, durante l'invasione militare israeliana del Libano. In seguito cambiò schieramento e sostenne i siriani. Divenne presidente del partito politico delle Forze libanesi fino a quando non fu estromesso nel 1986. Fondò quindi il Partito della Promessa e fu eletto per due mandati nel Parlamento del Libano. Ministro nel governo filo-siriano nel periodo post-guerra civile, fu anche accusato di altre atrocità, perpetrate in collusione con le autorità militari siriane della Forza Araba di Dissuasione (FAD), che avevano di fatto occupato una parte del Libano fino al 2005. 
Nel gennaio 2002 fu assassinato in un attentato con autobomba nella sua casa a Beirut, poco prima di testimoniare sul massacro di Sabra e Shatila in un tribunale belga.

## Biografia
Hobeika nacque a Kleiat, in Libano, nel 1956 da una famiglia maronita. Finì le scuole a 16 anni e già a quell'età raggiunse le file del partito delle Falangi Libanesi ed all'inizio della guerra civile nel 1975 era un membro delle milizie di quell'organizzazione. 
Le persone che hanno conosciuto Ilyas Hobeika indicano l'estrema crudeltà la caratteristica principale della sua personalità. Nelle fonti sovietiche, è stato particolarmente descritto come "un uomo duro e spietato". Si nota anche un carisma peculiare. Robert Hatem sosteneva che i subordinati di Hobeika, dopo aver ricevuto ordini, diventavano come robot e non esitavano a commettere omicidi. Allo stesso tempo, Hobeika era caratterizzato da qualità come coraggio, perseveranza, determinazione, efficienza efficace e, nella sua prima giovinezza, convinzione falangista. Successivamente, è diventato più difficile parlare di convinzione alla luce del riorientamento di Hobeika verso la Siria e della completa mancanza di scrupoli.

### Guerra civile libanese
Nel 1976 membri della famiglia di Hobeika, inclusa la fidanzata, furono uccisi nel massacro voluto dall'OLP a Damūr. Ne fu fortemente influenzato. L'anno successivo Hobeika divenne comandante del settore meridionale della Falange.
Hobeika si distinse come combattente spietato nella guerra civile libanese, guadagnandosi il soprannome di "HK" dopo l'uso della  mitragliatrice Heckler & Koch che portava con sé. Nel luglio 1977, Hobeika, allora conosciuto solo con lo pseudonimo di "Chef Edward", guidò un massacro contro civili e palestinesi nel villaggio di Yarin, nel sud del Libano, dove circa 80 persone, di cui probabilmente 20 o 30 civili, furono allineate davanti alla scuola e fucilate.
Divenne sempre più importante nella Falange, parte del partito filo-cristiano Kataeb, che aveva sconfitto le milizie cristiane rivali nel luglio 1980 e le aveva incorporate nelle Forze Libanesi (LF). Nel 1978, Hobeika divenne capo dell'agenzia di sicurezza del LF (Jihaz al-Amn). Divenne anche una guardia del corpo personale di Bachir Gemayel.  Negli anni che seguirono, sviluppò stretti legami sia con l'esercito israeliano che con la Central Intelligence Agency (CIA) americana.
Durante l'invasione israeliana del Libano del 1982, Hobeika era l'ufficiale di collegamento con il Mossad. Il 15 settembre, in seguito all'assassinio del presidente eletto Bachir Gemayel il giorno precedente, l'esercito israeliano ha preso il controllo di Beirut ovest. Il ministro della Difesa Ariel Sharon e il capo di stato maggiore generale Raful Eitan avevano deciso che le Forze di Difesa Israeliane (IDF) non sarebbero entrate nei campi profughi palestinesi, ma questo compito avrebbe dovuto essere svolto dalle milizie cristiane libanesi. La notte del 16 settembre 1982, Hobeika, allora venticinquenne, si trovava all'ultimo piano del posto di comando avanzato israeliano, quando i primi 150 miliziani entrarono nei campi di Sabra e Shatila, che erano stati evacuati dall'Organizzazione per la Liberazione della Palestina (OLP) all'inizio di settembre. Due ore dopo che la prima forza falangista era entrata a Shatila, uno dei miliziani ha inviato via radio a Hobeika chiedendo cosa fare con 50 donne e bambini che avevano fatto prigionieri. La risposta di Hobeika è stata ascoltata da un ufficiale israeliano, che ha testimoniato che Hobeika ha risposto: "Questa è l'ultima volta che mi farai una domanda del genere; sai esattamente cosa fare". Altri falangisti sul tetto si misero a ridere. Il generale di brigata Amos Yaron chiese al tenente Elul, capo ufficio del comandante di divisione, di cosa si trattasse e Elul tradusse ciò che Hobeika aveva detto. Yaron ha poi avuto una conversazione di cinque minuti, in inglese, con Hobeika. Non si sa cosa sia stato detto.  Nei tre giorni successivi, le LF uccisero tra i 762 e i 3.500 residenti del campo. Fino al 1985, Hobeika si è schierato con Israele. Tuttavia, poi ha iniziato a sostenere la presenza della Siria in Libano.
Durante una fase di tregua degli scontri nel 1978 Hobeika lavorò per il Banco do Brasil, tornando alle milizie della Forze Libanesi per partecipare all'incursione che portò all'assassinio del comandante della milizia rivale maronita Tony Farangiyye (figlio dell'ex-Presidente della Repubblica Libanese, Sulaymān) e della sua famiglia nel giugno dell'anno dopo. In seguito fu promosso alla guida della III divisione della Falange, incaricato di condurre "operazioni speciali" e nel 1979 fu promosso capo dei servizi di sicurezza delle Forze Libanesi (che radunava tutte le varie milizie cristiano-maronite) e capo della sua Intelligence.

#### Sabra e Shatila
Dopo l'assassinio nel settembre 1982 del neo eletto presidente della repubblica libanese, il leader falangista Bashir Gemayel in un attentato dinamitardo dove morirono anche 25 dirigenti cristiano-maroniti, prese parte al massacro di Sabra e Shatila, un campo profughi palestinese. Fra le prove ascoltate dalla Commissione Kahan, incaricata dal governo di Israele di condurre l'inchiesta sui fatti, ci fu quella di come Hobeika avesse ricevuto per radio una richiesta di un camerata falangista che gli chiedeva cosa dovesse fare di 50 donne e fanciulli palestinesi fatti prigionieri. Hobeika rispose: "Questa è l'ultima volta che tu devi farmi una domanda come questa. Sai esattamente quello che devi fare". Il suo camerata aveva riso per tutta risposta.
Nel 1985 Hobeika ordinò un attentato con una vettura imbottita di esplosivo per uccidere a Beirut Muhammad Husayn Fadlallāh: tentativo clamorosamente fallito ma in grado di provocare la morte di più di 80 persone. Secondo il libro Veil: The Secret Wars of the CIA di Bob Woodward, notissimo giornalista del Washington Post, la CIA aveva chiesto a Hobeika di uccidere Fadlallāh ma aveva chiesto anche che il sangue versato fosse minimo. Il fallimento indusse la CIA a concludere i suoi rapporti con Hobeika.

#### Capo delle Forze Libanesi
Nei pochi anni successivi il sostegno delle Forze Libanesi declinò forzatamente e nel 1985 Samir Geagea, Karim Pakraduni ed Elie Hobeika obbligarono a dimettersi l'allora comandante delle FL, Fu'ād Abū Nādir. Questi era considerato troppo vicino al presidente Amin Gemayel (di cui del resto era nipote). Elie Hobeika fu così nominato capo delle FL dopo l'allontanamento di Fu'ād Abū Nādir.
Hobeika firmò, come capo delle FL, l'accordo Tripartito con Nabih Berri e Walīd Junbulāt sotto l'egida della Siria per la fine della guerra civile.
Il 15 gennaio 1986, il capo dell'intelligence di FL Samir Geagea, contrario all'egemonia di Damasco, guidò un colpo di mano che rimosse Elie Hobeika dal comando delle Forze Libanesi. Hobeika fu assediato nel suo quartier generale della zona beirutina di Karantīnā dagli uomini di Geagea (Elias al-Murr rimase intrappolato con Hobeika nello stesso edificio e fu evacuato dal generale Michel Aoun (capo dell'esercito regolare libanese) solo dopo forti pressioni siriane. Hobeika e i suoi seguaci si rifugiarono a Damasco e tornarono in Libano come fazione filo-siriana delle FL e furono assegnati alla zona cristiana di Zahle, sulla Montagna Libanese. Nel 1990 Hobeika appoggiò la fazione parlamentare filo-siriana e la Siria stessa nella guerra avviata da Michel Aoun.

### Ministro dopo la guerra
Dopo che la guerra civile finì nel 1990, Hobeika fu amnistiato come molti altri e, come capo del partito Waad, venne eletto in Parlamento nel 1992 e nel 1996. Durante il suo mandato parlamentare, ha ricoperto vari incarichi ministeriali: ministro di Stato per gli affari degli emigrati (maggio 1992 - ottobre 1992); Ministro aggiunto per gli affari sociali e i disabili (ottobre 1992 - settembre 1994) e ministro delle risorse idriche ed elettriche (giugno 1993 - dicembre 1998). Quando era ministro delle risorse idriche e dell'elettricità, sono stati realizzati importanti progetti energetici a Baddawi, Zahrani, Zouk e Baalbeck, installando e distribuendo una massiccia rete elettrica in tutto il Libano, comprese le aree periferiche ancora in conflitto con le forze israeliane nel sud. I progressi sono stati molto lenti rispetto al massiccio aumento dei megawatt richiesti, dal momento che pochi progetti elettrici sono stati realizzati in 18 anni di disordini civili, principalmente a causa dell'operazione israeliana operazione Grapes of Wrath, ovvero "Acini di Rabbia" (chiamata invece da Hezbollah "Guerra d'aprile"): un blitz israeliano, durato 16 giorni nel 1996, contro il Libano, mosso dalla volontà di replicare ad un attentato dinamitardo condotto contro il nord d'Israele da Hezbollah.
Nel 1998, il gen. Emile Lahoud divenne presidente del Libano e nominò Selim al-Hoss primo ministro. Al-Hoss non chiese a Hobeika di prender parte al suo gabinetto. Robert Hatem, antica guardia del corpo di Hobeika, scrisse più tardi che Hobeika era dietro il tentativo d'omicidio condotto contro al-Hoss nel 1985: cosa che potrebbe spiegare la decisione di al-Hoss. 
Nel 2000 Hobeika perse il suo seggio parlamentare, e di conseguenza l'immunità. Nel giugno 2001, Chebli Mallat, un avvocato di sinistra maronita, intentò un'azione legale contro Hobeika in Belgio, in base alla legge che permetteva di perseguire stranieri per crimini commessi contro l'umanità. Il caso fu più tardi lasciato cadere, dal momento che in Belgio quella legge fu emendata in senso assai più restrittivo.

### Le rivelazioni sugli omicidi
Numerosi fatti e valutazioni competenti delle attività di Ilyas Hobeika sono contenuti nel libro del 1999 dell'ex guardia del corpo Robert Hatem (alias Cobra) Da Israele a Damasco: la dolorosa strada del sangue, del tradimento e dell'inganno. La pubblicazione di un libro sugli omicidi, le torture, i rapimenti (anche stranieri), la corruzione e le relazioni extraconiugali di Hobeika con i rappresentanti del bel mondo di Beirut causarono uno scandalo politico in Libano.
Durante il mandato di Hobeika nel governo libanese, la distribuzione del libro è stata oggetto di procedimento penale. Hobeika ha descritto pubblicamente Hatem come un "tossicodipendente analfabeta" che ha regolato i conti per il suo licenziamento nel 1985 e ha fatto causa per diffamazione. A sua volta, Hatem accusò Hobeika di "tradire" i suoi soci, tra cui lui stesso, "che avevano collaborato con lui per vent'anni, proteggendo lui e la sua famiglia". Il libro comunque circolò ampiamente in Libano mediante internet. Le accuse formulate da Hatem (molte delle quali furono più tardi confermate dall'ex-capo della sicurezza delle FL, Asad Shaftari), includono: 
- L'assassinio nel 1978 a Zgharta di Tony Farangiyye e di tutta la sua famiglia (moglie e figlioletti), in combutta con Geagea
- L'assassinio dei rivali delle FL
- L'esecuzione nel 1982 di 4 diplomatici iraniani rapiti dalle FL
- Il rapimento dell'uomo d'affari Roger Tamraz e di Charles Khouri Chalouhi
- Il tentato omicidio di Selim al-Hoss (poi ministro dell'istruzione)
- Il tentato omicidio nel 1985 di Mustafa Saʿd, vicino alle posizioni dell'ex-presidente della Repubblica Sulayman Farangiyye.

La più clamorosa rivelazione del libro fu l'accusa che Hobeika aveva cooperato con le forze siriane nell'assassinio del leader delle Forze Libanesi e presidente eletto della Repubblica, il falangista Bashir Gemayel nel 1982 e che il massacro di Sabra e Shatila era stato concepito da Hobeika e Asad per mettere in difficoltà Israele di fronte all'opinione pubblica internazionale e araba. I lavori della Commissione Kahan in Israele decreteranno l'implausibilità di una simile ipotesi, gettando conseguentemente più che una semplice ombra sulla plausibilità del libro.
Hobeika fu grandemente imbarazzato da questo libro. Selim al-Hoss era primo ministro all'epoca della pubblicazione e intentò di conseguenza una causa giudiziaria. Mustafa Saʿd pure si rivolse alla magistratura sull'attentato dinamitardo del 1985 che aveva ucciso sua figlia e lo aveva lasciato inabile. Le indagini furono più tardi abbandonate ma tutto ciò danneggiò seriamente le relazioni di Hobeika con la Siria. Nel gennaio 2002, un'indagine fu aperta sui due vice di Hobeika al ministero dell'energia (Fadi Saroufim e Rudy Baroudi) per corruzione. Dato che quell'episodio di corruzione era di dominio comune in Libano a quell'epoca, l'apertura di un'indagine era una chiara dimostrazione che le relazioni di Hobeika erano in fase di collasso.

### Assassinio
A capodanno del 2002, Jean Ghanem, vice di Hobeika e secondo in comando nel suo partito, si schiantò con l'autovettura contro un albero. Morì il 14 gennaio 2002. Hobeika disse a molta gente che la morte di Ghanem non era stata accidentale. 
Poche settimane dopo, il 24 gennaio 2002, Elie Hobeika fu ucciso, col suo autista e le tre guardie del corpo, da una bomba ad Hazmieh (est-Beirut) vicino a casa sua ed a poche centinaia di metri dal QG dei Servizi segreti siriani. Dieci chili di TNT furono piazzati in un'automobile  lì vicina che fu fatta esplodere con un telecomando; quattro serbatoi d'ossigeno nell'autovettura di Hobeika amplificarono l'esplosione.
Un gruppo mai prima d'allora conosciuto, auto-nominatosi "Libanesi per un Libano Libero ed Indipendente", con un fax rivendicò l'atto, definendo Hobeika un "agente siriano". Malgrado si parlasse per questo omicidio di coinvolgimento di Israele e della CIA, ciò non ebbe mai alcuna conferma sensata, mentre più che altro si chiamarono in causa direttamente i militanti di gruppi radicali islamici. Il 7 marzo Michael ('Mike') Nassar, una figura delle ex-Forze Libanesi assai vicina a Hobeika fu assassinato nella sua vettura. Nassar era incaricato di rifornire di armi per le FL dopo il 1990 e si dice che avesse distribuito parte dei fondi a suo zio Antoine Lahad ed alle ex-FL, trattenendone una buona parte per sé.
Proprio poco prima della sua morte, Elie Hobeika dichiarò pubblicamente la sua intenzione di testimoniare contro Ariel Sharon circa la sua implicazione nel massacro di Sabra e Shatila di fronte a una corte penale belga per crimini contro l'umanità. Un senatore belga, Josy Dubie, dichiarò che Hobeika gli aveva detto vari giorni prima della sua morte che aveva "rivelazioni" in grado di chiarire le circostanze del massacro e che aveva ricevuto "minacce". Quando Dubie gli aveva chiesto perché egli non avesse immediatamente rivelato tutti i fatti di cui era a conoscenza, Hobeika si dice avesse risposto: "L'ho tenuto per me in vista del processo".
Il ministro libanese degli interni, Elias Murr, accusò Israele (e lo fece anche Hezbollah) di essere dietro l'omicidio, citando una traccia del contrassegno di guida della berlina fatta esplodere, ma ciò fu energicamente negato dal ministro israeliano degli esteri, Shimon Peres, e non è stata mai scoperta alcuna prova del coinvolgimento israeliano nell'assassinio. Si parlò di sparatorie di gioia nei campi-profughi palestinesi in Libano dopo la morte di Hobeika.

## Vita privata
Hobeika sposò Gina Raymond Nachaty nel 1981. Ebbero una figlia, che morì in tenera età, e un figlio, Giuseppe.